# Celia Sánchez
Celia Sánchez Manduley, właśc. Celia Esther de los Desamparados Sánchez Manduley (ur. 9 maja 1920 w Media Luna, 11 stycznia 1980 w Hawanie) – kubańska rewolucjonistka, polityczka, badaczka i archiwistka. Była kluczową postacią Rewolucji kubańskiej i bliską współpracowniczką Fidela Castro.

## Życiorys

### Wczesne życie
Urodziła się w miejscowości Media Luna w prowincji Oriente na Kubie, ale dorastała w Pilón. Jej ojciec, Manuel Sánchez, był lekarzem, co zapewniło jej wychowanie w stosunkowo dostatnich warunkach. Matka, Acacia, zmarła, gdy Celia była jeszcze dzieckiem. W wieku sześciu lat zaczęła cierpieć na nerwicę. Była jedną z ośmiorga dzieci w rodzinie. Choć otrzymała staranne wykształcenie, nigdy nie uczęszczała na uniwersytet. Po ukończeniu szkoły średniej pomagała ojcu w jego praktyce lekarskiej. W czasie wolnym zajmowała się m.in. ogrodnictwem, które było jej wielką pasją. W przyszłym czasie praca w gabinecie ojca ułatwiła jej działalność konspiracyjną w ramach Ruchu 26 Lipca.

### Rewolucja kubańska
Po przewrocie z 10 marca 1952 Sánchez dołączyła do walki przeciw reżimowi Batisty i brała udział w założeniu Ruchu 26 Lipca w Manzanillo. Rozpoczęła działalność jako kurierka i przemytniczka broni, a później stała się czynną uczestniczką walk zbrojnych. Jest uznawana za pierwszą kobietę, która dołączyła do partyzantki w Sierra Maestra. Z czasem weszła w skład sztabu generalnego armii rebelianckiej.
Odegrała kluczową rolę w organizacji desantu jachtu Granma oraz w dostarczaniu wsparcia dla wojsk rewolucyjnych. Współpracowała z Frankiem Païsem i Haydée Santamaría, a także uczestniczyła w formowaniu pierwszego kobiecego oddziału bojowego. Była odpowiedzialna za zapewnienie posiłków dla rewolucjonistów po ich lądowaniu na Kubie. W 1957 została pierwszą kobietą oficjalnie wcieloną do armii partyzanckiej. Jako kurierka przekazywała tajne informacje, ukrywając je w motylkach. W ramach sztabu generalnego Armii Rebeliantów zaopatrywała Che Guevarę i innych bojowników w broń, żywność i lekarstwa.

### Lata po rewolucji
W latach 60. Celia Sánchez stała się jedną z najbliższych współpracownic Fidela Castro. Pełniła funkcję sekretarza Prezydium Rady Ministrów oraz pracowała w Departamencie Usług Rady Państwa aż do swojej śmierci w 1980. Z jej inicjatywy rozpoczęto wiele programów walki z analfabetyzmem, a także powstanie fabryki cygar Cohiba, lodziarni Coppelia czy Parque Lenin w Hawanie.
W 1964 założyła Oficina de Asuntos Históricos del Consejo de Estado, instytucję zajmującą się archiwizowaniem dokumentów związanych z rewolucją kubańską. W zbiorach tej instytucji znajdują się wywiady z żołnierzami partyzanckimi, listy, zapiski oraz fotografie. Archiwum to, znane na Kubie jako el fondo de Celia, stanowi kluczowe źródło informacji o rewolucji.

## Śmierć
Zmarła na raka płuc 11 stycznia 1980, w okresie politycznych i gospodarczych trudności na Kubie.

## Dziedzictwo
Po śmierci Celii Sánchez Fidel Castro ogłosił ją symbolem Rewolucji Kubańskiej. W przemówieniu wygłoszonym przed szpitalem nazwanym na jej cześć powiedział:

Głęboko wierzę, że to najlepszy sposób oddania hołdu komuś, kto poświęcił się obowiązkowi, nie odpoczywając ani na chwilę, nie zapominając o najmniejszym szczególe; i szczerze uważam, że jest to najserdeczniejszy, najgłębszy i najbardziej rewolucyjny hołd, jaki można złożyć rodaczce, która oddała życie za Rewolucję.

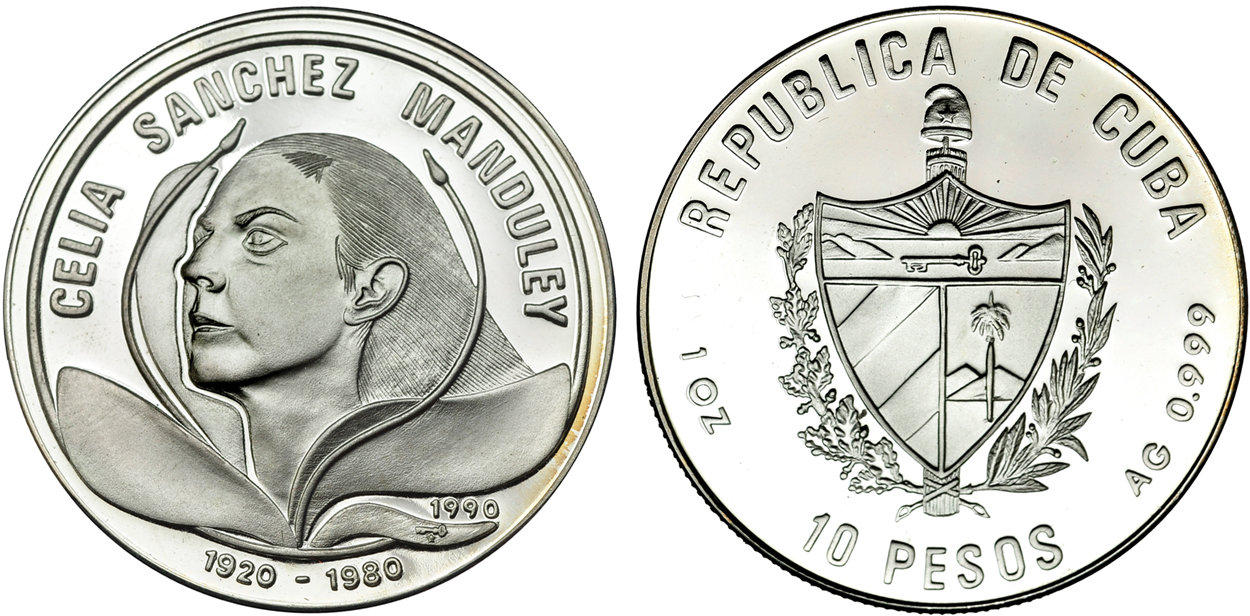
Moneta o nominale 10 pesos upamiętniająca Celię Sánchez

Na jej cześć nazwano liczne szkoły, szpitale i ośrodki społecznościowe, zarówno na Kubie, jak i poza jej granicami, m.in. w Zimbabwe. W Manzanillo jej imię upamiętniono w symboliczny sposób – miejscowa ludność wykorzystuje ołtarz Virgen de la Caridad del Cobre jako ołtarz ślubny, co ma podkreślać jej oddanie dla rewolucji. Monument ku jej czci przypomina postać Celii Sánchez w sukni przypominającej ozdobną szatę Matki Bożej Miłosierdzia z El Cobre.
Pomnik i mauzoleum Celii Sánchez powstało w Parque Lenin w Hawanie. Natomiast w miejscowości Media Luna założono poświęcone jej życiu muzeum. Jej wizerunek pojawia się jako znak wodny na kubańskich banknotach, a w 1990, wybito pamiątkową monetę o nominale 10 pesos.
Pamięć o Celii Sánchez wykracza poza jej rolę w Rewolucji kubańskiej – stała się symbolem nowej tożsamości narodowej Kuby. Jej działalność przyczyniła się do kształtowania wzorca „nowej kobiety” na Kubie, ukazując, że kobiety mogą łączyć przywództwo, pracę fizyczną i troskę o innych. Przypisywane jej cechy, takie jak prostota, skromność, kobiecość, poświęcenie, surowość i oddanie, stały się częścią ideału rewolucyjnej kobiety, co stanowiło istotną zmianę w czasach silnego podziału ról płciowych.
Jej postać nadal widnieje na kubańskich banknotach jako element zabezpieczenia w postaci znaku wodnego.